# BT-43
El BT-43 va ser un prototip de transport blindat de personal finès, dissenyat durant la Segona Guerra Mundial. Va ser creat a partir del tanc soviètic BT-7, que van ser capturats en grans quantitats durant la Guerra d'Hivern i a principis de l'atac finlandès-nazis a la Unió Soviètica.

## Història
El maig de 1943, es va realitzar un vehicle blindat del tipus canó d'assalt disponible per a ser ocupat per 20 persones. El prototip no va tenir prou èxit i no es va ni fer més còpies com tampoc avançar en el desenvolupament. El BT-43 tenia grans proporcions i per això gairebé no entrava dins del grup dels canons d'assalt. Es va treure la torreta, i es va crear una plataforma al xassís. Si hagués progressat en el desenvolupament, el BT-43 hauria estat qualificat com un tanc. Però no es va considerar un vehicle per a la línia de fronts.